# Barcelona Open 2023
Barcelona Open 2023 a fost un turneu de tenis masculin care se joacă pe terenuri cu zgură în aer liber. A fost un turneu de nivel ATP 500 al sezonului 2023. S-a desfășurat la Real Club de Tenis Barcelona, în 
Barcelona, Spania, în perioada 17–23 aprilie 2023.

## Campioni

### Simplu
Pentru mai multe informații consultați Barcelona Open 2023 – Simplu

### Dublu
Pentru mai multe informații consultați Barcelona Open 2023 – Dublu

## Puncte și premii în bani

### Puncte
| Probă  | C   | F   | SF  | QF | R16 | R32 | R64 | Q  | Q2 | Q1 |
| Simplu | 500 | 300 | 180 | 90 | 45  | 20  | 0   | 10 | 4  | 0  |
| Dublu  | 500 | 300 | 180 | 90 | 0   | N/A | N/A | 45 | 25 | 0  |

### Premii în bani
| Probă  | C        | F        | SF       | QF      | R16     | R32     | R64     | Q2     | Q1     |
| Simplu | €477,795 | €254,825 | €132,190 | €69,020 | €36,365 | €19,910 | €10,615 | €5,575 | €3,185 |
| Dublu* | €167,240 | €89,190  | €45,120  | €22,560 | €11,680 | N/A     | N/A     | N/A    | N/A    |

*per echipă